# J. Farrell MacDonald

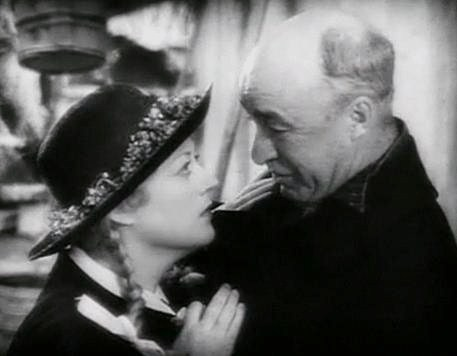
Con Marion Davies en Peg o' My Heart (1933)

Joseph Farrell MacDonald (6 de junio de 1875 – 2 de agosto de 1952) fue un actor teatral y cinematográfico estadounidense, especializado en la interpretación de personajes de reparto. MacDonald, que a veces aparecía bajo el nombre de "John Farrell Macdonald", "J.F. Mcdonald", "Joseph Farrell Macdonald" y otras variantes, actuó en más de 325 películas a lo largo de una carrera de 41 años iniciada en 1911 y finalizafa en 1951, dirigiendo además 44 filmes mudos desde 1912 a 1917.
MacDonald fue el director principal de la compañía de Lyman Frank Baum The Oz Film Manufacturing Company, y trabajó con frecuencia en películas de Frank Capra, Preston Sturges y, especialmente, John Ford.

## Biografía

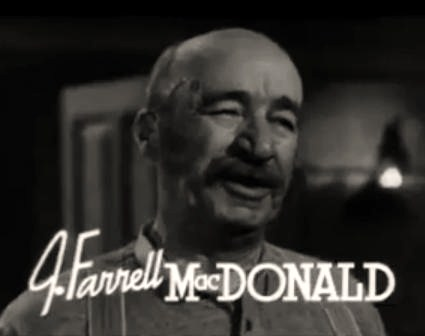
En Susannah (1939)

Nacido en Waterbury, Connecticut, al principio de su carrera artística MacDonald era cantante de shows minstrel, y viajó a lo largo de dos años por los Estados Unidos actuando en representaciones teatrales.  Su primer film mudo fue un corto dramático de 1911 titulado The Scarlett Letter, hecho por el estudio de Carl Laemmle Independent Moving Pictures, precursor de Universal Studios. A partir de entonces actuó en numerosos filmes al año, y a partir de 1912 también se dedicó a la dirección.  Su debut como director llegó con The Worth of a Man, otro corto dramático, también de IMP, dirigiendo otras 43 cintas más, la última la producción de 1917 Over the Fence, dirigida en colaboración con Harold Lloyd. MacDonald había conocido a Lloyd varios años antes, cuando Lloyd era extra, ofreciéndole trabajo, al igual que hizo con Hal Roach, interpretando ambos pequeños papeles en The Patchwork Girl of Oz, película dirigida por MacDonald en 1914. Cuando Roach fundó su propio estudio, con Lloyd como su principal atracción, contrató a MacDonald como director.
En 1918 MacDonald ya era uno de los actores de carácter más apreciados de Hollywood, habiendo dejado la dirección y dedicándose plenamente a la actuación, predominantemente en westerns y comedias de ambiente irlandés.  Su primer trabajo con el director John Ford fue la película de 1919 A Fight for Love, rodando otras tres con él ese mismo año. En total, desde 1919 a 1950 MacDonald actuó para Ford en 25 películas, destacando en la época muda El caballo de hierro (1924), Tres hombres malos (1926) y Riley the Cop (1927).
Con una voz que cuadraba con su personalidad, MacDonald superó con facilidad la transición al cine sonoro sin descenso perceptible en su trabajo interpretativo, notando, si acaso, un incremento en el mismo. En 1931, por ejemplo, MacDonald actuó en 14 películas – entre ellas la primera versión de The Maltese Falcon, en el papel del "Detective Tom Polhaus" – y en 22 de ellas en 1932.  Aunque solía encarnar a obreros, policías, militares y sacerdotes, entre otros personajes, sus papeles eran algo especiales: tenían nombre, y habitualmente aparecían en los créditos. Una de las actuaciones más destacadas de ese periodo fue la que hizo como "Mr. Tramp" en Our Little Girl, con Shirley Temple (1935).
En los años 1940 MacDonald formó parte de la compañía de actores de carácter de Preston Sturges, actuando en siete filmes escritos y dirigidos por Sturges. Su trabajo en las películas de Sturges fue generalmente sin créditos, lo cual iba sucedioendo cada vez con mayor frecuencia según avanzaba su carrera – aunque la calidad de su trabajo no disminuía. Fue notable su papel en la cinta de 1946 dirigida por John Ford Pasión de los fuertes, en la cual era "Mac," el cantinero del saloon.
El último film de MacDonald, de 1951, fue una comedia titulada Elopement. Ese mismo año también hizo sus escasas actuaciones televisivas. J. Farrell MacDonald falleció en Hollywood, California, en 1952, a los 77 años de edad. Sus restos fueron incinerados y depositados en el Crematorio Chapel of the Pines de Los Ángeles. Había estado casado con la actriz Edith Bostwick hasta la muerte de ella en 1943. Tuvieron una hija, Lorna.

## Filmografía

### Como director (lista completa)
| - 1912 : The Worth of a Man, con Harry A. Pollard y Margarita Fischer - 1913 : On Burning Sands (+ actor), con Edwin August y Jeanie Macpherson - 1913 : Rory o' the Bogs - 1913 : Pelleas and Melisande - 1913 : Jephta's Daughter - 1913 : The Dread Inheritance - 1914 : The Magic Cloak of Oz, con Mildred Harris - 1914 : The Patchwork Girl of Oz, con Hal Roach - 1914 : The Last Egyptian (+ actor), con Jefferson Osborne - 1914 : Samson - 1914 : The Man who lied - 1914 : Children of Destiny - 1914 : Bill Tell, Pawn Broker - 1914 : By the Old Dead Tree - 1914 : The Backslider - 1914 : The Tides of Sorrow, con Claire McDowell - 1914 : Blacksmith Ben, con Jack Mulhall - 1914 : And she never knew - 1914 : The Bond Sinister, con Claire McDowell - 1915 : His Hand and Seal, con Charles Hill Mailes - 1915 : The Smuggler's Ward, con Alan Hale, Sr. - 1915 : The Law of Love, con Charles Hill Mailes - 1915 : Lonesome Luke, Social Gangster (codirigido con Hal Roach), con Bebe Daniels, Bud Jamison, Harold Lloyd y Snub Pollard - 1915 : The Laurel of Tears, con Charles Hill Mailes | - 1915 : Lorna Doone - 1915 : His Wife's Story, con Charles Hill Mailes - 1915 : The Black Sheep - 1915 : The Wives of Men, con Alan Hale, Sr. - 1915 : Reapers of the Whirlwind, con Charles Hill Mailes - 1915 : A Daughter of Earth, con Alan Hale, Sr. - 1915 : The Chief Inspector, con Charles Hill Mailes - 1915 : Woman without a Soul, con Jack Mulhall - 1915 : Ashes of Inspiration, con Claire McDowell y Charles Hill Mailes - 1915 : The Tides of Retribution, con Jack Mulhall - 1916 : Stronger than Woman's Will, con Charles Hill Mailes y Jack Mulhall - 1916 : The Iron Will, con Charles Hill Mailes y Jack Mulhall - 1916 : The Guilt of Stephen Eldridge, con Charles Hill Mailes y Jack Mulhall - 1916 : The Mystery of Orcival, con Charles Hill Mailes y Jack Mulhall - 1916 : Paths that crossed, con Charles Hill Mailes y Claire McDowell - 1916 : The Battle of Truth, con Charles Hill Mailes - 1917 : Heart Strategy, con A. Edward Sutherland - 1917 : The Mad Stampede - 1917 : Over the Fence (codirigido con Harold Lloyd), con Bebe Daniels, Harold Lloyd y Snub Pollard |

### Como actor (selección)
| - 1911 : The Lighthouse Keeper, de Thomas H. Ince - 1911 : The Forged Dispatch, de Thomas H. Ince - 1911 : Tween two Loves, de Thomas H. Ince - 1912 : The Old Folks' Christmas, de George Loane Tucker - 1913 : The Calling of Louis Mona, de Edwin August - 1914 : The Gambler's Oath, de David Hartford - 1914 : From Father to Son, de Robert Z. Leonard - 1915 : The Heart of Maryland, de Herbert Brenon - 1915 : Rags, de James Kirkwood, Sr. - 1917 : The Victor of the Plot, de Colin Campbell - 1917 : Her Heart's Desire, de Colin Campbell - 1918 : Fair Enough, de Edward Sloman - 1919 : The Outcasts of Poker Flat, de John Ford - 1919 : Riders of Vengeance, de John Ford - 1919 : Molly of the Follies, de Edward Sloman - 1919 : Marked Men, de John Ford - 1919 : Roped, de John Ford - 1919 : A Fight for Love, de John Ford - 1920 : Bullet Proof, de Lynn Reynolds - 1920 : Hitchin' Posts, de John Ford - 1920 : The Path She chose, de Phil Rosen - 1921 : Action, de John Ford - 1921 : The Freeze-Out, de John Ford - 1921 : The Wallop, de John Ford - 1922 : Come on Over, de Alfred E. Green - 1922 : Manslaughter, de Cecil B. DeMille - 1922 : Sky High, de Lynn Reynolds - 1922 : The Bachelor Daddy, de Alfred E. Green - 1923 : The Age of Desire, de Frank Borzage - 1923 : Drifting, de Tod Browning - 1923 : While Paris Sleeps, de Maurice Tourneur - 1923 : Quicksands, de Jack Conway - 1924 : El caballo de hierro, de John Ford - 1924 : Western Luck, de George Beranger - 1924 : The Storm Daughter, de George Archainbaud - 1924 : The Signal Tower, de Clarence Brown - 1925 : Kentucky Pride, de John Ford - 1925 : Ligthnin', de John Ford - 1925 : The Lucky Horseshoe, de John G. Blystone - 1925 : Thank You, de John Ford - 1925 : The Fighting Heart, de John Ford - 1926 : The Last Frontier, de George B. Seitz - 1926 : Tres hombres malos, de John Ford - 1926 : The Country Beyond, de Irving Cummings - 1926 : The Shamrock Handicap, de John Ford - 1926 : The Dixie Merchant, de Frank Borzage - 1927 : Paid to Love, de Howard Hawks - 1927 : Amanecer, de Friedrich Wilhelm Murnau - 1927 : The Craddle Snatchers de Howard Hawks - 1928 : Riley the Cop, de John Ford - 1928 : Abie's Irish Rose, de Victor Fleming - 1928 : En el viejo Arizona, de Irving Cummings - 1928 : 4 Devils, de Friedrich Wilhelm Murnau - 1929 : Strong Boy, de John Ford - 1929 : Happy Days, de Benjamin Stoloff - 1930 : Men without Women, de John Ford - 1930 : Song o' my Heart, de Frank Borzage - 1930 : Born Reckless, de John Ford y Andrew Bennison - 1930 : The Truth About Youth, de William A. Seiter - 1931 : The Easiest Way, de Jack Conway - 1931 : The Painted Desert, de Howard Higgin - 1931 : The Maltese Falcon, de Roy Del Ruth - 1931 : The Slippery Pearls, de William C. McGann - 1931 : Too Young to marry, de Mervyn LeRoy - 1931 : La huerfanita, de John Ford - 1931 : Other Men's Women, de William A. Wellman - 1931 : Sporting Blood, de Charles Brabin - 1931 : The Millionaire, de John G. Adolfi - 1931 : El prófugo, de Cecil B. DeMille - 1932 : Hotel Continental, de Christy Cabanne - 1932 : The Hurricane Express, de Armand Schaefer y J. P. McGowan - 1932 : The Thirteenth Guest, de Albert Ray - 1932 : Heritage of the Desert, de Henry Hathaway - 1932 : Me and My Gal, de Raoul Walsh | - 1932 : Pride of the Legion, de Ford Beebe - 1932 : No Man of Her Own, de Wesley Ruggles - 1933 : The Working Man, de John G. Adolfi - 1933 : Peg o' My Heart, de Robert Z. Leonard - 1933 : The Power and the Glory, de William K. Howard - 1934 : Once to Every Woman, de Lambert Hillyer - 1934 : The Cat's-Paw, de Sam Taylor - 1935 : Romance in Manhattan, de Stephen Roberts - 1935 : Front Page Woman, de Michael Curtiz - 1935 : El delator, de John Ford - 1935 : Star of Midnight, de Stephen Roberts - 1935 : Our Little Girl, de John S. Robertson - 1935 : The Irish in Us, de Lloyd Bacon - 1935 : The Whole Town's talking, de John Ford - 1935 : The Farmer Takes a Wife, de Victor Fleming - 1935 : Let'em have it, de Sam Wood - 1936 : Riffraff, de J. Walter Ruben - 1936 : Exclusive Story, de George B. Seitz - 1936 : Show Boat, de James Whale - 1937 : Topper, de Norman Z. McLeod - 1937 : Parnell, de John M. Stahl - 1937 : Slave Ship, de Tay Garnett - 1937 : Maid of Salem, de Frank Lloyd - 1937 : Slim, de Ray Enright - 1938 : Submarine Patrol, de John Ford - 1938 : The Crowd Roars, de Richard Thorpe - 1938 : There Goes My Heart, de Norman Z. McLeod - 1939 : Zenobia, de Gordon Douglas - 1939 : The Housekeeper's Daughter, de Hal Roach - 1939 : Susannah of the Mounties, de Walter Lang y William A. Seiter - 1939 : The Lone Ranger Rides Again, de John English y William Witney - 1940 : The Last Alarm, de William West - 1940 : Untamed, de George Archainbaud - 1940 : Dark Command, de Raoul Walsh - 1941 : Meet John Doe, de Frank Capra - 1941 : Broadway Limited, de Gordon Douglas - 1941 : Los viajes de Sullivan, de Preston Sturges - 1941 : La gran mentira (The Great Lie), de Edmund Goulding - 1942 : Bowery at Midnight, de Wallace Fox - 1942 : Reap the Wild Wind, de Cecil B. DeMille - 1942 : Captains of the Clouds, de Michael Curtiz - 1942 : Wild Bill Hickok rides, de Ray Enright - 1942 : The Palm Beach Story, de Preston Sturges - 1943 : Tiger Fangs, de Sam Newfield - 1943 : The Ape Man, de William Beaudine - 1944 : The Miracle of Morgan's Creek, de Preston Sturges - 1944 : Texas Masquerade, de George Archainbaud - 1944 : The Great Moment, de Preston Sturges - 1945 : Hangover Square, de John Brahm - 1945 : Lazos humanos, de Elia Kazan - 1945 : Fallen Angel, de Otto Preminger - 1945 : Johnny Angel, de Edwin L. Marin - 1946 : Pasión de los fuertes, de John Ford - 1946 : Joe Palooka, Champ, de Reginald Le Borg - 1946 : Qué bello es vivir, de Frank Capra - 1946 : Smoky, de Louis King - 1947 : The Sin of Harold Diddlebock, de Preston Sturges - 1947 : The Bachelor and the Bobby-Soxer, de Irving Reis - 1947 : Christmas Eve, de Edwin L. Marin - 1948 : Whispering Smith, de Leslie Fenton - 1948 : Sitting Pretty, de Walter Lang - 1948 : Fury at Furnace Creek, de H. Bruce Humberstone - 1948 : Unfaithfully Yours, de Preston Sturges - 1948 : Belle Starr's Daughter, de Lesley Selander - 1949 : Streets of San Francisco, de George Blair - 1949 : Dakota Lil, de Lesley Selander - 1949 : The Beautiful Blonde from Bashful Bend, de Preston Sturges - 1949 : Fighting Man of the Plains, de Edwin L. Marin - 1950 : When Willie Comes Marching Home, de John Ford - 1950 : Woman of the Run, de Norman Foster - 1951 : Here Comes the Groom, de Frank Capra - 1951 : Elopement, de Henry Koster |